# Linda Van Tulden
Linda Van Tulden (Mortsel, província d'Anvers 11 d'abril de 1952) és una productora de cinema belga.

## Biografia
Va començar la seva feina com a productora l'any 1983 amb el curtmetratge De laatste dagen van brood en wijn, una producció de CineTé de Willem Thijssen. Posteriorment, Van Tulden va treballar amb Thijssen en diverses ocasions, inclosa l'escriptura de l'escenari del documental The Future of '36, que també van dirigir. Pel curtmetratge de Nicole Van Goethem Een Griekse tragedie, Van Tulden i Thijssen van rebre un Oscar com a productors el 1986.
El 1988, Van Tulden va fundar la seva pròpia productora DeFamilieJanssen cvba (DFJ), que va dirigir amb l'animador Geert Van Asbrouk i, fins al 2007, la seva filla Maité Thijssen. L'empresa amb seu a Anvers es dedicava al desenvolupament, producció i coproducció de llargmetratges, documentals i sèries, principalment en el sector de l'animació, i es dedicava a pel·lícules publicitàries d'animació. Entre altres coses, DFJ va participar en la coproducció de Tobias Totz und sein Löwe i Pleure pas Germaine. L'últim projecte de DFJ fins ara va ser l'adaptació cinematogràfica de la sèrie de pel·lícules d'animació WinneToons, WinneToons – Die Legende vom Schatz im Silbersee el 2009, que es va crear en co-producció amb ASL Hamburg.
Van Tulden és mare de dos fills i viu a Amsterdam.

## Filmografia
- 1983: De laatste dagen van brood en wijn
- 1985: Een Griekse tragedie
- 1985: A Strange Love Affair
- 1986: Vol van gratie
- 1986: Exit-Exil
- 1988: Jan Cox, a Painter’s Odyssey
- 1996: Marie Antoinette is niet dood
- 1999: Tobias Totz und sein Löwe
- 2000: Pleure pas, Germaine
- 2001: Wolken
- 2003: Till Eulenspiegel
- 2007: Blanche Neige, la suite
- 2008: Kika & Bob
- 2009: WinneToons – Die Legende vom Schatz im Silbersee